# Танел Таммет
Танел Таммет (ест. Tanel Tammet; *16 травня 1965, Таллінн) — естонський інформатик, професор, розробник програмного забезпечення. Він також був одним із засновників естонської Партії зелених та допоміг заснувати коледж ІТ-технологій у Таллінні.

## Біографія
Народився 1965 року в Таллінні. З ранніх років Таммет мав доступ до комп'ютерів Тартуського університету, оскільки батько працював на фізичному факультеті. У результаті закінчив математичний факультет за спеціальністю «інформаційні технології». Він цікавився автоматичним підтвердженням теорем. 
У 1992 році здобув докторський ступінь в Гетеборзькому технологічному університеті Чалмерса. 
Більшу частину 1990-х жив у Швеції, потім повернувся до Таллінна.
Таммет отримав міжнародне визнання завдяки своїй програмі Gandalf для автоматичного доказу теорем, яка перемагала у різних категоріях конкурсу CADE CASC шість разів у період між 1997 та 2003 роком. Він був естонським делегатом у Групі з технологій інформаційних систем Дослідницької та технологічної організації НАТО. Він часто любить розмірковувати про штучний інтелект і стверджує, що він вже існує, хоча й у примітивній та розподіленій формі.
У 2006 році Таммет став одним із засновників та членом правління естонської партії зелених. Партія пройшла в Рійгікогу на виборах наступного року, отримавши 7,1% голосів та шість місць. 
У 2010 році, на тлі зростаючої напруженості та після невдалої участі у виборах до Європарламенту та місцевих виборів, Таммет разом з 19 іншими членами був виключений з партії. Партії згодом не вдалося набрати мінімальні 5% голосів на виборах 2011 року та пройти до парламенту.
Таммет є професором Талліннського технічного університету та керівником його інституту інформатики. Раніше він надав допомогу у створенні талінського IT-коледжу і перебував з його раді консультантів з моменту його створення у 2003. Таммет також працював в Інституті кібернетики в Таллінні.
У 2002 році він був удостоєний Ордену Білої зірки 5-го ступеня.

## Особисте життя
Таммет одружений і має двох синів. 